# Liste der Torschützenkönige der Fußball-Asienmeisterschaft
Die Liste der Torschützenkönige der Fußball-Asienmeisterschaft umfasst alle Torschützenkönige des seit 1956 ausgetragenen Wettbewerbs. Gelistet werden die Torschützen mit den meisten Treffern je Turnier, unabhängig davon, ob sie bei der durch die AFC durchgeführten Wahl zum „Goldenen Schuh“ obsiegten, da dort gegebenenfalls auch die Zahl der Vorlagen bzw. Spielminuten entscheidet.
Bislang gelang es keinem Spieler, den Titel des Torschützenkönigs zweimal zu gewinnen. Der Torschützenkönig mit den meisten Toren in einer Meisterschaft ist der Katarer Almoez Abdulla, dem 2019 neun Tore gelangen. Der Iraner Ali Daei ist mit 14 Toren insgesamt der Rekordtorschütze der Asienmeisterschaften.

## Torschützenkönige
| 1956                                  | Nahum Stelmach                                      | 4 |
| 1960                                  | Cho Yoon-ok                                         | 4 |
| 1964                                  | Inder Singh Mordechai Spiegler                      | 2 |
| 1968                                  | Moshe Romano Giora Spiegel Homayoun Behzadi         | 4 |
| 1972                                  | Hossein Ali Kalani                                  | 5 |
| 1976                                  | Fatehi Kamil Nasser Nouraei Gholam Hossein Mazloomi | 3 |
| 1980                                  | Behtash Fariba Choi Soon-ho                         | 7 |
| 1984                                  | Shahrokh Baiyani Jia Xiuquan                        | 3 |
| 1988                                  | Lee Tae-ho                                          | 3 |
| 1992                                  | Fahd al-Harifi al-Bischi                            | 3 |
| 1996                                  | Ali Daei                                            | 8 |
| 2000                                  | Lee Dong-gook                                       | 6 |
| 2004                                  | Ali Karimi A'ala Hubail                             | 5 |
| 2007                                  | Naohiro Takahara Yassir al-Qahtani Yunis Mahmud     | 4 |
| 2011                                  | Koo Ja-cheol                                        | 5 |
| 2015                                  | Ali Mabkhout                                        | 5 |
| 2019                                  | Almoez Abdulla                                      | 9 |
| 2024                                  | Akram Afif                                          | 8 |
| Jeweils auch Asienmeister Rekordmarke |                                                     |   |

### Rangliste
| Rang | Land          | Titel |
| ---- | ------------- | ----- |
| 1    | / Iran        | 8     |
| 2    | Südkorea      | 5     |
| 3    | Israel        | 4     |
| 4    | Saudi-Arabien | 2     |
|      | Katar         | 2     |
| 6    | Bahrain       | 1     |
|      | China         | 1     |
|      | Indien        | 1     |
|      | Irak          | 1     |
|      | Japan         | 1     |
|      | Kuwait        | 1     |
|      | VA Emirate    | 1     |